# World of Outlaws: Dirt Racing
A World of Outlaws: Dirt Racing versenyjáték, melyet a Monster Games fejlesztett és az iRacing.com Motorsport Simulations jelentetett meg. A játék 2022-ben jelent meg PlayStation 4, PlayStation 5, Xbox One és Xbox Series X/S platformokra, melyeket 2023-ban egy Nintendo Switch-átirat követett. A World of Outlaws: Dirt Racing az első World of Outlaws-játék a 2010-ben megjelent World of Outlaws: Sprint Cars óta, és 2024-ben World of Outlaws: Dirt Racing 24 címmel utódot kapott.

## Fejlesztés
A játékra először 2022. január 4-én utalt az iRacing.com Motorsport Simulations a Monster Games felvásárlásáról szóló sajtóközleményében. A World of Outlaws: Dirt Racinget hivatalosan 2022. április 4-én jelentették be. 2022 júniusában megosztották, hogy a játék a tervek szerint 2022. szeptember 27-én fog megjelenni PlayStation 4, PlayStation 5, Xbox One és Xbox Series X/S platformokra.
A játékot a 2022-es év folyamán több letölthető tartalommal támogatták, melyek új licencelt versenypályákat és -sorozatokat adtak a játékhoz. 2023. március 21-én bejelentették, hogy további fizetős letölthető tartalmakkal hozzáigazítják a játékot a 2023-as World of Outlaws-szezonhoz, hogy további versenypályákat és egy további versenysorozatot fognak adni a játékhoz, valamint hogy a játék Nintendo Switch-átiratot fog kapni. A szezonfrissítés PlayStation- és Xbox-konzolokra 2023. augusztus 15-én jelent meg, illetve World of Outlaws: Dirt Racing ’23 Edition címen maga a játék és az összes letölthető tartalom egybecsomagolva 2023. október 3-án Nintendo Switchre.
Annak ellenére, hogy a játékhoz megváltották a World of Outlaws-licencet, az alapjáték a sorozat versenypályáiból mindössze tizenhármat tartalmaz (Bristol Motor Speedway, Cedar Lake Speedway, The Dirt Track at Charlotte Motor Speedway, The Dirt Track at Las Vegas Motor Speedway, Eldora Speedway, Fairbury Speedway, Knoxville Raceway, Kokomo Speedway, Port Royal Speedway, Texas Motor Speedway Dirt Track, Volusia Speedway Park, Weedsport Speedway, Williams Grove Speedway), melyek közül három nem is szerepelt a 2022-es versenynaptárban. Ezek mellett huszonnyolc kitalált versenypálya is helyet kapott a játékban. A játékhoz fizetős letölthető tartalmak képében további három versenypályát is adtak (Limaland Motorsports Park, I-55 Raceway, Lucas Oil Speedway). A 2023-as szezont feldolgozó letölthető tartalom további három versenypályát (Lincoln Speedway, Lernerville Speedway, Chili Bowl) adott a játékhoz. A játékban a World of Outlaws Sprint Car Series, a World of Outlaws Late Model Series, a DIRTcar 305 Sprint Car Series, a DIRTcar 360 Sprint Car Series, a DIRTcar Pro Late Model Series és a DIRTcar Street Stock Series, illetve a letölthető tartalmakkal a DIRTcar UMP Modified Series, a Super DIRTcar Series Big Block Modifieds és az Xtreme Outlaw Midget Series versenysorozatok szerepelnek. A játékban az összes letölthető tartalmat beleszámítva ötvenkettő World of Outlaws Sprint Car Series-, negyvenhét World of Outlaws Late Model Series-, tizenkilenc DIRTcar 305 Sprint Car Series-, kilenc DIRTcar 360 Sprint Car Series-, tizenkilenc DIRTcar Pro Late Model Series-,  hét DIRTcar Street Stock Series-, huszonkettő DIRTcar UMP Modified Series-, tizenhét Super DIRTcar Series Big Block Modifieds- és harminckettő Xtreme Outlaw Midget Series-versenyző személyazonosságát licencelték.
A World of Outlaws: Dirt Racing alapjait a Monster Games korábbi versenyjátékaira építették fel, az autó- és a valódi pályák modelljeit, a hangokat és a többjátékos technológiát az iRacingből emelték át „a valósághűség és a játékélmény fokozása érdekében”. A kitalált versenypályákat a Monster Games előző három salakversenyzős játékból – Tony Stewart's Sprint Car Racing (2020), Tony Stewart's All American Racing (2020) és SRX: The Game (2021) – másolták át. A játék fizikai modelljét nem a Monster Games korábbi salakversenyzős játékaira alapozták, hanem teljesen új és az iRacing fejlesztői hangoltak.
A játék borítóján Brad Sweet ötszörös World of Outlaws Sprint Car Series- és Shane Clanton egyszeres World of Outlaws Late Model Series-bajnok szerepel.

## Fogadtatás
A játékot kedvezően fogadta a célközönség; a World of Outlaws: Dirt Racing a Monster Games addigi legnagyobb felhasználói csúcsszámmal rendelkező címe, és 2023 májusáig több mint 2,2 millió többjátékos versenyt indítottak benne, körülbelül négyszer annyit, mint a Monster Games előző három salakversenyzős játékban összesen.